# The Visitor
The Visitor — девятнадцатый студийный альбом британской рок-группы UFO, выпущенный в 2009 году.
Перед записью альбома из-за проблем со здоровьем группу покинул басист Пит Уэй. Вместо него был приглашен Питер Пихль, который, однако, не стал официальным участником группы.
Вокальные партии, ударные и бас-гитара были записаны в Area 51 Studios. Гитарные партии Винни Мура записаны в The Core. Все клавишные партии и партии ритм-гитары в песнях «On the Waterfront», «Forsaken», «Villians & Thieves» записаны Полом Рэймондом в RMS Studio.
Альбом был издан в трех разных вариантах: CD, LP и диджипак. Издание на диджипаке включает также бонус-трек, перезаписанную версию «Dancing With St. Peter» с одноименного альбома музыкального проекта Фила Могга $ign of 4.
Это первый альбом UFO со времен альбома Misdemeanor, попавший в британский чарт.

## Список композиций
| №                   | Название                                           | Длительность |
| ------------------- | -------------------------------------------------- | ------------ |
| 1.                  | «Saving Me»                                        | 5:08         |
| 2.                  | «On the Waterfront»                                | 3:50         |
| 3.                  | «Hell Driver»                                      | 4:26         |
| 4.                  | «Stop Breaking Down»                               | 4:55         |
| 5.                  | «Rock Ready»                                       | 5:29         |
| 6.                  | «Living Proof»                                     | 4:32         |
| 7.                  | «Can't Buy a Thrill»                               | 5:14         |
| 8.                  | «Forsaken»                                         | 3:57         |
| 9.                  | «Villians & Thieves»                               | 3:34         |
| 10.                 | «Stranger in Town»                                 | 3:39         |
| 11.                 | «Dancing With St. Peter (бонус-трек на диджипаке)» | 6:30         |
| Общая длительность: | Общая длительность:                                | 48:51        |

## Участники записи
- Фил Могг — вокал
- Винни Мур — гитара
- Пол Рэймонд — гитара, клавишные
- Энди Паркер — ударные
- Томми Ньютон — продюсер

### Приглашённые музыканты
- Питер Пихль — бас-гитара
- Мартина Франк — бэк-вокал на «Living Proof» и «Forsaken»
- Мелани Ньютон — бэк-вокал на «On the Waterfront» и «Forsaken»
- Олаф Сенкбейл — бэк-вокал на «Saving Me», «On the Waterfront», «Hell Driver» и «Stop Beaking Down»

## Позиция в чартах
| Год  | Страна         | Чарт           | Позиция |
| ---- | -------------- | -------------- | ------- |
| 2009 | Великобритания | UK Album Chart | 99      |

## Дополнительные факты
- Вокалистка Мартина Франк является женой гитариста Accept Германа Франка.[5]